# 伍性
伍性（1448年—？年），字宗誠，四川嘉定州榮縣人，明朝政治人物。

## 生平
四川鄉試第五十六名舉人，成化十四年戊戌科會試三百四十六名，廷試第二甲第三十七名進士。歷官浙江按察司佥事，管水利，因职务裁革，弘治七年（1494年）三月調任山西。十年八月升廣東布政司左參議，十一年十二月考察。

## 家族
曾祖伍添章，祖伍謙，父伍從敏，母冷氏；繼母侯氏。